# Morro d’Oro
Morro d'Oro község (comune) Olaszország Abruzzo régiójában, Teramo megyében.

## Fekvése
A megye keleti részén fekszik. Határai: Atri, Notaresco és Roseto degli Abruzzi.

## Története
Valószínűleg a 8-9. században alapították, de első írásos említése 1021-ől származik, amikor a Monte Cassinó-i apátság tulajdona lett. Ekkor Morrum néven volt ismert. 1808-ban lett önálló település, amikor a Nápolyi Királyságban eltörölték a feudalizmust.

## Népessége
A népesség számának alakulása:

## Főbb látnivalói
- Santa Maria di Propezzano apátság monumentális épülettömbje
- a 14. század elején, gótikus stílusban felépült San Salvatore-templom
- a 13. században épült Sant’Antonio-kolostor